# Giovanni Alloatti
Giovanni Alloatti (Torino, ... – Palermo, 9 giugno 1934) è stato un pilota automobilistico italiano.
Partecipò a sei gare tra il 1926 ed il 1934, di cui ne vinse due. Alla sua ultima gara, la XXV Targa Florio del 1934, fu caratterizzata da maltempo e la Bugatti 35 di Alloatti scavalcò a piena velocità un parapetto finendo su un ponte ferroviario. A causa delle ferite riportate, morì 20 giorni dopo.

## Albo d'oro - Principali vittorie
- 1926 Circuito di Alessandria,                 su Bugatti
- 1929 Circuito del Pozzo, Verona,              su Bugatti